# Le Mariage de Kretchinski
Le Mariage de Kretchinski (en russe : Свадьба Кречинского, Svadba Kretchinskogo) est une farce en trois actes d'Alexandre Soukhovo-Kobyline écrite en 1854. Elle est considérée comme le premier volet de la trilogie dont les suivants sont L'Affaire (1861) et La Mort de Tarelkine (1869).
La pièce est représentée pour la première fois au Théâtre Maly de Moscou, le 28 novembre 1855 (10 décembre dans le calendrier grégorien).

## Argument

### Ieracte
Piotr Mouromski et Anna Atouïeva, respectivement le père et la tante de Lidotchka, discutent de la perspective du mariage de la jeune fille. Mouromski parle d'un certain Mikhaïl Kretchinski,  connu comme un homme à femmes et habitué des clubs de jeux, contrairement à l'autre prétendant, Vladimir Nelkine, qui se démarque par son sérieux.
Bientôt Kretchinski arrive chez eux en personne. Pour Mouromski, il a emmené en cadeau un taurillon, qui selon ses dires a été élevé dans son domaine de Simbirsk. Il déclare au père de Lidotchka qu'il souhaite s'installer à la campagne avec une gentille épouse et y vivre jusqu'à sa mort - l'image si chère au cœur de Mouromski. Pour Anna Atouïeva, il a préparé une autre version, selon laquelle il compte redonner l’éclat à la maison moscovite de Mouromski. Il leur demande ensuite à tous les deux la main de Lidotchka.
Resté seul, Kretchinski évalue ses chances à amadouer Mouromski et mettre la main sur la grosse dot, grâce au taurillon et au soutien de Lidotchka et de sa tante qui ne cachent pas leur sympathie pour lui. Ses propos sont entendus par son rival Vladimir Nelkine qui se promet de le surveiller de près.

### IIeacte
Kretchinski partage ses plans avec son voisin et ami Ivan Raspliouïev, ruiné tout comme lui : en épousant Lidotchka, il reçoit un million et demi d'âmes et deux cent mille roubles de capital net. En mettant en jeu la richesse acquise, il peut gagner deux millions supplémentaires. Le seul obstacle à la réalisation de cette idée est le manque de trois mille roubles, pour payer le mariage à venir. À ce moment, les créanciers commencent à affluer chez Kretchinski: cocher, blanchisseuse, vendeur de bois de chauffage. La visite du commerçant Chetchebnev est particulièrement troublante: ce dernier menace de ruiner la réputation de Kretchinski au sein du club fréquenté par son futur beau-père Mouromski.
La solution est suggérée par une broche avec des strass trouvée par Kretchinski. En se rappelant que Lidotchka en a exactement la même, mais sertie de diamants, il écrit une lettre à sa fiancée lui demandant de lui envoyer ce bijou. Après que Raspliouïev, envoyé sur instructions, revienne de chez Mouromski, Kretchinski met deux broches identiques dans son portefeuille et se rend chez le prêteur Nikanor Bek. Rentré avec des liasses d'argent, il demande à Raspliouïev de rembourser ses créanciers et annonce que, le soir venu, lorsque Piotr Mouromski et Anna Atouïeva viendront lui rendre visite, la broche empruntée sera rendue à Lidotchka.

### IIIeacte
Au milieu du dîner chez Kretchinski, Nelkine fait irruption et accuse le propriétaire de la maison d'être un voleur et un escroc, il révèle l'histoire de la broche portée à l'usurier. Kretchinski sort alors le bijou de son bureau et le tend à Lidotchka, puis chasse son rival. Mouromski, réalisant que Kretchinski était offensé et que sa fille était bouleversée, présente ses excuses à son futur gendre pour la méfiance qu'il exprimait envers lui auparavant. On décide de célébrer le mariage le lendemain.
Les invités de Kretchinski sont sur le point de partir quand un policier entre dans l’appartement, accompagné de l’usurier Bek qui raconte que Kretchinski, lors de la transaction, lui a remis une fausse broche. Se rendant compte que Kretchinski risque d'être arrêté, Lidotchka offre à Bek son précieux bijou et, les larmes aux yeux, explique que la substitution a eu lieu à la suite d'une erreur. Ensuite la jeune fille, avec des sanglots, quitte l'appartement, derrière elle, réprimant leur indignation, s’éclipsent son père et sa tante.

## Personnages
- Piotr Konstantinovitch Mouromski : propriétaire foncier de Iaroslavl, homme débonnaire, à l'ancienne mode[2]
- Lidotchka : fille de Mouromski
- Anna Antonovna Atouïeva : tante de Lidotchka
- Vladimir Dmitrievitch Nelkine : voisin des Mouromski, amoureux de Lidotchka
- Mikhaïl Kretchinski : homme d'une quarantaine d'années qui demande Lidotchka en mariage, filou et aventurier[2]
- Ivan Antonovitch Raspliouïev : voisin et ami de Kretchinski
- Nikanor Savitch Bek : usurier
- Chetchebnev : marchand
- Fiodor : valet de Kretchinski
- Policier, serviteurs, portier.

## Adaptations
- 2002 : Joker (Джокеръ), film de Mikhaïl Kozakov, avec Mikhaïl Efremov (Kretchinski), Anatoli Ravikovitch (Raspliouïev), Elena Podkaminskaïa (Lidotchka)